# بلاکه‌بری

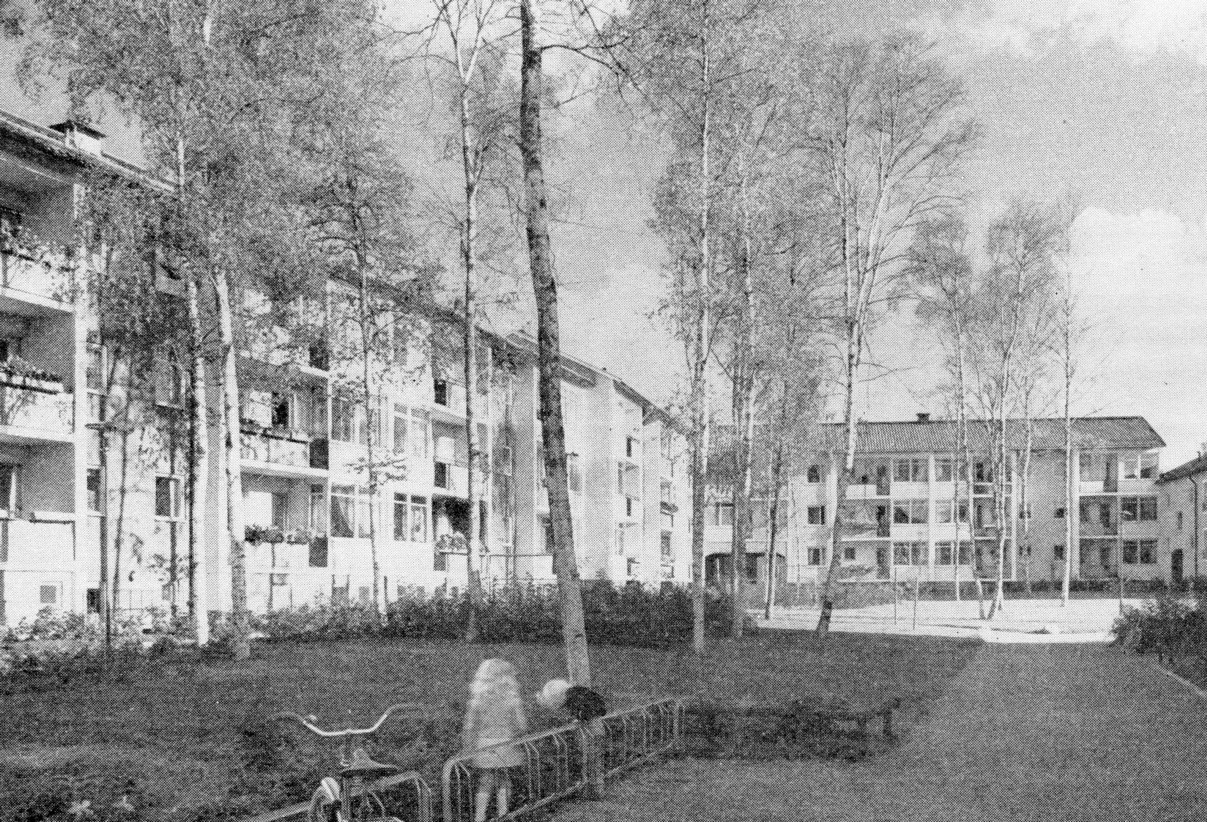
بلاکه‌بری در دهۀ ۱۹۵۰

بلاکه‌بری (انگلیسی: Blackeberg) منطقه‌ای مسکونی در حومه شهر استکهلم است که در دههٔ ۱۹۵۰ ایجاد شد و اینک جزء بروما محسوب می‌شود.
بلاکه‌بری در اصل یک مزرعه بود نامش که نخستین بار در سال ۱۵۹۹ ذکر شده‌است. این مزرعه در سال ۱۸۶۱ توسط سرمایه‌گذاری به نام «کنوت لیونگلوف» تخریب شد که به جای آن یک خانه بزرگ، یک اصطبل، یک آسیاب و یک کارخانه چوب‌بری و الوارسازی ساخت.
ماجرای رمان ترسناک آدم درست را راه بده و فیلم سینمایی آدم درست را راه بده در این مکان رخ می‌دهد.